# L'Orgie de Prague
L'Orgie de Prague (titre original en anglais : The Prague Orgy) est un roman (sous forme de novella) de l'écrivain américain Philip Roth paru originellement le 1er mai 1985 chez Farrar, Straus and Giroux et publié en français le 13 octobre 1987 aux éditions Gallimard dans le corpus Zuckerman enchaîné. C'est le quatrième et dernier volume du cycle « Nathan Zuckerman ».

## Accueil de la critique
L'épilogue du cycle Zuckerman reçoit un bon accueil dans The New York Times,.

## Éditions
- (en) Dans Zuckerman Unbound – A Trilogy and Epilogue, Farrar, Straus and Giroux, 1985  (ISBN 978-0374518998) 784 p.
- (en) The Prague Orgy, Jonathan Cape, 1985  (ISBN 978-0224028158), 89 p.
- Dans Zuckerman enchaîné, trad. Jean-Pierre Carasso et Henri Robillot, éditions Gallimard, coll. « Folio » no 1877, 1987  (ISBN 9782070378777), 736 p.[3]
- (en) The Prague Orgy, Random House, coll. « Vintage International », 1996  (ISBN 978-0679749035), 96 p.